# Aeroportul Internațional Liov Danîlo Halîțkîi
Aeroportul Internațional Liov Danîlo Halîțkîi (IATA: LWO, ICAO: UKLL) este un aeroport din Regiunea Liov, Ucraina ce deservește zona Liov. Aeroportul a fost tranzitat în 2021 de 1.834.000 de pasageri. A fost deschis în 1929 și numit după zona deservită.
Situat la o altitudine de 326 m, aeroportul dispune de 1 pistă.

## Infrastructură

### Piste
Aeroportul dispune de o singură pistă. Pista 13/31 are suprafața de asfalt și dimensiunile 3.305 m × . 